# المدير الليلي (مسلسل)
المدير الليلي (بالإنجليزية: The Night Manager) مسلسل تلفزيوني جريمة، ودراما، وغموض بريطاني من إخراج سوزان بير  وبطولة توم هيدلستون وهيو لوري وأوليفيا كولمان وتوم هولاندر وديفيد هاروود وإليزابيث ديبيكي. وهو مقتبس من رواية 1993 التي تحمل نفس العنوان  للكاتب جون لو كاريه وتم تحويلها لعمل درامي بمساعدة ديفيد فار. بدأ بث المسلسل المكون من ستة أجزاء على قناة بي بي سي 1 في 21 فبراير 2016. وفي الولايات المتحدة، بدأ البث في 19 أبريل 2016 على (AMC) كما قامت شركة (IMG) بتوزيع المسلسل دوليا على 180 دولة. وبدأ بحث إنتاج موسم جديد للمسلسل.
ترشح المسلسل لستة وثلاثين جائزة وفاز بأحد عشر جائزة منها، بما في ذلك جائزتي برايم تايم إيمي (للمخرج بيير وملحن الموسيقى فيكتور رييس) وثلاث جوائز غولدن غلوب للممثلين (لهيدلستون وكولمان ولوري).

## طاقم التمثيل
توم هيدلستون: في دور جوناثان باين
هيو لوري: في دور ريتشارد «ديكي» أونسلو روبر
أوليفيا كولمان: في دور أنجيلا بور
توم هولاندر: في دور الرائد لانس «كوركي» كوركوران
إليزابيث ديبيكي: في دور جميما «جيد» مارشال
أليستير بيتري: في دور الكسندر «ساندي» لانجبورن
ناتاشا ليتل: في دور كارولين «كارو» لانجبورن
دوغلاس هودج: في دور ريكس مايهيو
ديفيد هاروود: في دور جويل ستيدمان
توبياس مينزيس: في دور جيفري درومغول
أنطونيو دي لا توري: في دور خوان أبوستول
آديل أختار: في دور روب سنغال
مايكل ناردون: في دور فريسكي
هوفيك كوتشكيريان: في دور تابي
نواه جوبي: في دور داني روبر
ديفيد أفيري: في دور فريدي حميد
أمير المصري: في دور يوسف
أور أتيكا: في دور صوفي (سميرة) ألكان
ناصر معمارزيا: في دور عمر برغتي
راسل توفي: في دور سيمون أوجيلفي
نيل موريسي: في دور هاري بالفري
كاثرين كيلي: في دور باميلا، السكرتيرة الدائمة
بيجن دانشمند: في دور كويامي
هانا ستيل: في دور مارلين 

## أحداث المسلسل
يعمل الشاب الإنجليزي جوناثان باين (توم هيدلستون) كمدير ليلي لأحد الفنادق في القاهرة. يتورط مع الفتاة المصرية صوفي أو سميرة (أور أتيكا) صديقة رجل العصابات المحلي فريدي حميد (ديفيد أفيري)، ومن خلال علاقتها مع رجل العصابات، تحصل على معلومات عن تجارة أسلحة دولية غير مشروعة بين حميد والملياردير الإنجليزي ريتشارد روبر (هيو لوري). سرعان ما يجد جوناثان الفتاة صوفي مقتولة بسبب حصولها على هذه المعلومات. يلوذ جوناثان بالفرار خوفًا على حياته، وينتهي به الأمر للعمل في فندق بعيد في سويسرا. تمر أربع سنوات، ثم يذهب روبر للإقامة بالفندق السويسري. ويعيد هذا إحياء عطش جوناثان للانتقام، ويتم تجنيده لصالح المخابرات البريطانية للتجسس على روبر. يلي ذلك تحركات خطيرة للغاية من المكائد والخداع لكي يلتحق جوناثان بالعمل لدى روبر والتداخل في صفقات السلاح للإيقاع به.

## إنتاج المسلسل
أعلن في يناير 2015 أن المسلسل سيشارك في إنتاجه (BBC) و (AMC) والانك فاكتوري. بدأ التصوير في 19 مارس 2015 في زيرمات، سويسرا، ثم انتقل الإنتاج إلى لندن، المملكة المتحدة. ومن 13 إلى 17 أبريل 2015 كان التصوير في مواقع بلاكبول، ميل كوخ، هارتلاند أبي، وحول هارتلاند، ديفون. انتقل الإنتاج إلى مراكش، المغرب في 20 أبريل 2015. استخدام منتجع السعدي كموقع لفندق نفرتيتي الخيالي في القاهرة. وفي نهاية شهر مايو، انتقل الإنتاج إلى مايوركا، إسبانيا؛ لينتهي التصوير الرئيسي في مايوركا في 3 يوليو 2015.

## استقبال المسلسل
اشادة النقاد بالمسلسل على نطاق واسع  حيث كتب آدم سيسمان، كاتب سيرة مؤلف الرواية لو كاريه، في صحيفة «ديلي تلجراف» البريطانية: «لقد مضى أكثر من 20 عامًا على نشر الرواية، وأثناء هذه الفترة حاولت شركتا أفلام إعداد الرواية للعرض السينمائي وفشلتا في تعديلها، وخلصت إلى أنه من المستحيل ضغطها في ساعتين. لكن هذا المسلسل التلفزيوني الذي مدته ست ساعات طويل بما يكفي لإعطاء الرواية ما تستحقه». وأضاف: «وعلى الرغم من أن هيو لوري قد يبدو خيارًا مفاجئًا للعب دور» أسوأ رجل في العالم «، إلا أنه يهيمن على الشاشة باعتباره شريرًا مقنعًا بشكل فظيع. وقد يلاحظ المشاهد اليقظ وجهًا مألوفًا في خلفية مشهد واحد، في مطعم، حيث يظهر المؤلف جون لو كاريه بنفسه ظهوراً خاطفاً، كما فعل في أفلام»أخطر الرجال المطلوبين «عام 2014، وفيلم»سمكري خياط جندي جاسوس «عام 2011 وهي الأفلام المأخوذة عن رواياته».
منح «جيسي شيددين» مراجع شركة «آي جي إن» للترفيه المسلسل درجة 8.8 من أصل 10، قائلاً: «يثبت مسلسل» المدير الليلي«أن التلفزيون هو الشكل المثالي لإحياء روايات لو كاريه. هذا المسلسل القصير متقن الإيقاع والتشويق، مع أداء رائع للأبطال توم هيدلستون لوري وكولمان وهولاندر. سيفتح هذا المسلسل الأبواب لمزيد من روايات لو كاريه في الجاسوسية الكلاسيكية لتشق طريقها إلى الشاشة الصغيرة».
وصفت إميلي نوسباوم، ناقدة مجلة "نيويوركر" الأمريكية، المسلسل بأنه: "أنيق ولكنه فارغ في النهاية"، مع "متواليات مجنونة من الحب المنكوب"، "مجرد وصفة قديمة مصطنعة من مكونات حرفية" كما أثنت على الممثلين".
أشاد بريان تاليريكو، على موقع روجر إيبرت، بالمسلسل ونجاح تحويله من الكتاب إلى الشاشة الصغيرة، وأيضا أداء توم هيدلستون لوري وإخراج سوزان بير وكتبت: «سوزان بير أضافت لغة سينمائية للمسلسل وفهمًا أعمق للشخصيات أكثر مما تعودناه في أفلام الجاسوسية. إنها تدرك أن الأمر لا يتعلق بمنعطفات لعبة التجسس ولكن تأثيرها على أولئك الذين يلعبونها».
منح موقع «الطماطم الفاسدة» المسلسل تقييماً مقداره 91% بناءاً على آراء 67 ناقداً سينيمائياً.
منح موقع «ميتاكريتيك» المسلسل تقييماً مقداره 82% بناءاً على آراء 32 ناقداً سينيمائياً.

## الجوائز والترشيحات
جوائز برايم تايم إيمي 2016: فاز المسلسل بجائزة الإخراج المتميز (سوزان بيير) وجائزة التأليف الموسيقي المتميز. ورشح لعشرة جوائز: الممثل الأول - الممثل المساعد - الممثلة المساعدة - أفضل كاستنج - أفضل تأليف - أفضل إنتاج - أفضل تصميم العنوان الرئيسي - أفضل موسيقى أصلية متميزة للعنوان الرئيسي - أفضل صوت - أفضل خلط الصوت المتميز.
جوائز بافتا 2017: فاز المسلسل بجائزة أفضل ممثل مساعد (توم هولاندر) وجائزة أفضل مونتاج: خيال وجائزة أفضل صوت: خيال. ورشح لأربعة جوائز: أفضل مخرج - أفضل تصميم إنتاج - أفضل مؤثرات بصرية ورسومية خاصة - أفضل العناوين والهوية الرسومية.
جوائز أكاديمية الخيال العلمي، أفلام الفنتازيا والرعب، الولايات المتحدة الأمريكية 2017: رشح لجائزة أفضل عرض تلفزيوني.
جمعية صوت الأفلام (AMPS) 2017: فاز المسلسل بجائزة الصوت المتميز في الدراما التليفزيونية.
جوائز بافتا - تي في كرافت 2017: فاز بجائزة أفضل مونتاج: خيال (بن ليستر) وجائزة أفضل صوت. ورشح لجوائز أفضل مخرج - أفضل تصميم إنتاج - أفضل المؤثرات الخاصة والمرئية والجرافيكية - أفضل عناوين وهوية رسومية.
جوائز كتاب السيناريو البريطانيين 2016: فاز بجائزة أفضل كتابة جريمة للتلفزيون (مسلسل / دراما فردية) ديفيد فار. ورشح لجائزة الوافد الجديد المتميز للكتابة التلفزيونية البريطانية (ديفيد فار).
جوائز نقابة الصحفيين الإذاعية 2017: فاز بجائزة أفضل مسلسل درامي. ورشح لجائزة أفضل ممثل (هيو لوري).
جوائز كميل 2017: فاز بجائزة أفضل موسيقى أصلية لمسلسل (فيكتور رييس)
جوائز الجمعية الأمريكية للكاستنج، الولايات المتحدة الأمريكية 2017: رشح لجائزة الإنجاز البارز في التمثيل - فيلم تلفزيوني أو مسلسل قصير (جينا جاي).
جوائز جمعية السينما الصوتية، الولايات المتحدة الأمريكية 2017 (C.A.S): رشح لجائزة الإنجاز البارز في خلط الصوت لأفلام التليفزيون والمسلسلات الصغيرة.
جوائز اختيار نقاد التلفزيون لعام 2016: رشح لجوائز أفضل ممثل - أفضل ممثلة - أفضل ممثل مساعد - أفضل ممثلة مساعدة - أفضل فيلم تلفزيوني أو مسلسل محدود.
جوائز إمباير، المملكة المتحدة 2017: فاز بجائزة أفضل مسلسل تلفزيوني.
جوائز جولد ديربي 2019: رشح لجائزة أفضل فيلم تلفزيوني / ممثلة صغيرة داعمة للعقد. 
جوائز جولد ديربي 2016: رشح لجائزة أفضل ممثل وجائزة أفضل ممثلة مساعدة.
جوائز غولدن غلوب، الولايات المتحدة الأمريكية 2017: فاز بجائزة أفضل أداء لممثل في مسلسل محدود أو فيلم تلفزيوني (توم هيدلستون) وأفضل أداء لممثل في دور داعم في مسلسل أو مسلسل محدود أو أفلام تلفزيونية (هيو لوري)، وأفضل أداء لممثلة في دور داعم في مسلسل أو مسلسل محدود أو فيلم تلفزيوني (أوليفيا كولمان). رشح لجائزة أفضل مسلسل تلفزيوني محدود أو فيلم تلفزيوني.
جوائز جرايسي ألين 2017: فاز بجائزة أفضل ممثلة بارزة في دور داعم – دراما (أوليفيا كولمان).
جوائز هوليوود ميوزيك إن ميديا (HMMA) 2016: فاز بجائزة أفضل عنوان رئيسي - مسلسل تلفزيوني / مسلسل بث رقمي (فيكتور رييس).
جائزة نقاد الموسيقى السينمائية الدولية (IFMCA) 2017: رشح لجائزة أفضل موسيقى أصلية لمسلسل تلفزيوني (فيكتور رييس).
جائزة جوبيتر 2017: رشح لجائزة أفضل مسلسل تلفزيوني عالمي.
جوائز نقابة مديري المواقع الدولية (LMGI) 2017: فاز بجائزة أفضل المواقع البارزة في مسلسل تلفزيوني معاصر (توم هوارد - دانيال سامبيدرو باليرم).
جوائز التلفزيون الوطني، المملكة المتحدة 2017: رشح لجائزة الدراما الأكثر شهرة وجائزة أفضل أداء في الدراما الأكثر شعبية (توم هيدلستون).
جوائز جمعية السينما والتلفزيون عبر الإنترنت 2016: رشح لجوائز أفضل مسلسل - أفضل ممثل - أفضل ممثل مساعد - أفضل ممثلة مساعدة - أفضل مجموعة في فيلم سينمائي أو مسلسل محدود - أفضل كتابة لفيلم أو مسلسل محدود - أفضل أغنية جديدة في مسلسل - أفضل تسلسل عناوين جديدة - أفضل صوت.
جوائز (PGA) 2017: رشح لجوائز أفضل منتج متميز للتلفزيون.    
جوائز جمعية التلفزيون الملكي، المملكة المتحدة 2017: فاز بجائزة أفضل تصميم أزياء: دراما (سين سيجلوند)
جمعية التلفزيون الملكي، المملكة المتحدة 2016: فاز بجوائز أفضل تصميم أزياء - تصميم مكياج - موسيقى. ورشح لجائزة أفضل المؤثرات الخاصة وجائزة أفضل مؤثرات.
جوائز الأقمار الصناعية 2017: فاز بجائزة أفضل ممثلة في دور داعم في مسلسل أو مسلسل قصير أو فيلم تلفزيوني (أوليفيا كولمان). ورشح لجوائز أفضل ممثل وأفضل ممثل مساعد.
جوائز سيول الدولية للدراما 2016: فاز بالجائزة الكبرى وجائزة أفضل مخرج ورشح لجائزة أفضل مسلسل قصير.
جوائز جمعية نقاد التلفزيون 2016: رشح لجائزة الإنجاز البارز في الأفلام والمسلسلات القصيرة والعروض الخاصة.
جوائز كاتب (USC) 2017: فاز بجائزة التلفزيون ديفيد فار (كاتب السيناريو) وجون لو كاريه (مؤلف).

## وصلات خارجية
المدير الليلي على موقع IMDb (الإنجليزية)
- المدير الليلي على موقع روتن توميتوز (الإنجليزية)
- المدير الليلي على موقع فيلمافينيتي (الإسبانية)
- المدير الليلي على موقع ليتربوكسد (الإنجليزية)
- المدير الليلي على موقع كينوبويسك (الروسية)
- المدير الليلي على موقع ألو سيني (الفرنسية)
- المدير الليلي على موقع قاعدة بيانات الفيلم (الإنجليزية)

https://letterboxd.com/film/the-night-manager/ المدير الليلي (مسلسل)
https://www.metacritic.com/tv/the-night-manager المدير الليلي (مسلسل)
https://www.goldenglobes.com/tv-show/night-manager المدير الليلي (مسلسل)
https://www.allmovie.com/movie/the-night-manager-v658763 المدير الليلي (مسلسل)